# The Days (chanson)
Pour les articles homonymes, voir The Days.
Singles de Avicii
Lay Me Down
(2014) Lose Myself
(2014)
The Days est une chanson du disc jockey suédois Avicii. Les paroles sont chantées par Robbie Williams, et la chanson est écrite par Avicii, Salem Al Fakir, Vincent Pontare et Brandon Flowers, excepté Flowers. Il est paru le 3 octobre 2014 en téléchargement numérique puis en CD. The Days est le premier single du second album d'Avicii, Stories mais il a déjà paru dans l'EP intitulé The Days / Nights EP.

## Clip vidéo
Une lyric video est sortie en parallèle de la chanson. Un homme écrit les paroles de la chanson à l'aide d'une bombe, à la manière de tags. Ces phrases forment le visage d'Avicii. L'homme semble ensuite réfléchir, puis prendre conscience de quelque chose. Par la suite, il jette de la peinture sur ce mur, y mettant ainsi de la couleur.
La vidéo est très bien accueillie par les internautes, parlant d'une preuve de créativité de la part du DJ.

## Liste des titres
| 1. | The Days | 4:38 |

| 1. | The Days (Radio Edit)   | 3:45 |
| 2. | The Days (Original Mix) | 4:38 |

## Crédits et personnels

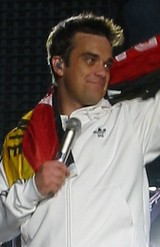
Robbie Williams est le chanteur de The Days.

Les crédits proviennent de la pochette du CD.
- Brandon Flowers – paroles
- Salem Al Fakir – paroles, production
- Avicii – musique, paroles, production
- Vincent Pontare – paroles, production
- Robbie Williams – chants
- Stuart Hawkes
- Ash Pournouri – assistance à la production, manager d'Avicii

## Classements
| Classement (2014)                       | Meilleure position |
| --------------------------------------- | ------------------ |
| Allemagne (Media Control AG)            | 7                  |
| Australie (ARIA)                        | 10                 |
| Australie (Australia Dance)             | 2                  |
| Autriche (Ö3 Austria Top 40)            | 3                  |
| Belgique (Flandre Ultratop 50 Singles)  | 2                  |
| Belgique (Wallonie Ultratop 50 Singles) | 2                  |
| Brésil (Billboard Brasil Hot 100)       | 98                 |
| Canada (Hot 100)                        | 80                 |
| Corée du Sud (Gaon)                     | 38                 |
| Croatie (Airplay Radio Chart)           | 15                 |
| Danemark (Tracklisten)                  | 4                  |
| Espagne (PROMUSICAE)                    | 38                 |
| Finlande (Suomen virallinen lista)      | 5                  |
| France (SNEP)                           | 52                 |
| Hongrie (Rádiós Top 40)                 | 1                  |
| Irlande (IRMA)                          | 27                 |
| Israël (Media Forest)                   | 4                  |
| Italie (FIMI)                           | 10                 |
| Nouvelle-Zélande (RMNZ)                 | 28                 |
| Norvège (VG-lista)                      | 2                  |
| Tchéquie (IFPI Rádio)                   | 27                 |
| Slovaquie (IFPI Rádio)                  | 18                 |
| Slovaquie (Singles Digitál Top 100)     | 2                  |
| Royaume-Uni (Official Charts Company)   | 82                 |
| Suède (Sverigetopplistan)               | 1                  |
| Suisse (Schweizer Hitparade)            | 8                  |